# Villanova d'Ardenghi
Villanova d'Ardenghi là một đô thị ở tỉnh Pavia trong vùng Lombardia, có cự ly khoảng 35 km về phía tây nam của Milan và khoảng 9 km về phía tây của Pavia. Tại thời điểm ngày 31 tháng 12 năm 2004, đô thị này có dân số 711 người và diện tích là 6,8 km².
Villanova d'Ardenghi giáp các đô thị: Carbonara al Ticino, Gropello Cairoli, Zerbolò, Zinasco.